# Hålltjärnen, Härjedalen
Hålltjärnen är en sjö i Bergs kommun i Härjedalen och ingår i Ljungans huvudavrinningsområde.